# Китайско-сьерра-леонские отношения
Китайско-сьерра-леонские отношения — двусторонние дипломатические отношения между Китаем и Сьерра-Леоне.

## История
29 июля 1971 года Китай и Сьерра-Леоне установили официальные дипломатические отношения. В июне 2020 года Сьерра-Леоне была одной из 53 стран, поддержавших китайский Закон о защите национальной безопасности в Гонконге в Организации Объединённых Наций.

## Торговля
Экономические отношения между Сьерра-Леоне и Китаем носят развивающийся характер. С 2000 по 2011 год в Сьерра-Леоне функционировали 37 официальных китайских проектов по финансированию развития по сообщениям различных СМИ. Эти проекты варьируются от списания долгового бремени на 22 миллиона долларов США до помощи по ремонту автомагистралей и строительству гидроэнергетического проекта в Шарлотте и выделении льготного кредита в размере 16,6 миллиона долларов США для поддержки проекта CDMA Sierratel. Создание «Больницы дружбы» финансировалось Китаем в Сьерра-Леоне для нужд местного населения.

## Культура
В Университете Сьерра-Леоне функционирует Институт Конфуция.